# Ozero Bolduk
Ozero Bolduk (ryska: Озеро Болдук) är en sjö i Belarus.   Den ligger i voblasten Minsks voblast, i den norra delen av landet, 140 km nordväst om huvudstaden Minsk. Ozero Bolduk ligger 164 meter över havet. Arean är 0,40 kvadratkilometer. Den sträcker sig 1,3 kilometer i nord-sydlig riktning, och 1,6 kilometer i öst-västlig riktning.
I omgivningarna runt Ozero Bolduk växer i huvudsak blandskog. Runt Ozero Bolduk är det glesbefolkat, med 19 invånare per kvadratkilometer.